# Hugo Solís
Hugo Rubén Solís Palacios  (Iquique, Chile, 26 de marzo de 1951) es un exfutbolista y actual entrenador chileno. Jugaba de mediocampista y jugó en diversos equipos de Chile.

## Trayectoria

### Como jugador
Llegó desde su natal Iquique a Santiago, para unirse a las divisiones inferiores de Universidad Católica, debutando profesionalmente durante 1969. Luego del descenso del equipo cruzado a la Segunda División en 1973, se unió a Colo-Colo, formando parte del plantel que obtuvo la Copa Chile 1974. En 1975 tuvo un paso por Santiago Wanderers, regresando a Colo-Colo la siguiente temporada. Luego de jugar para Ñublense en 1977, en 1978 regresa a Universidad Católica, donde estuvo por tres temporadas.
En 1981 firmó por Deportes Iquique, el equipo de su ciudad natal. Para 1983, firma por Rangers, club donde hasta el día de hoy son recordadas sus actuaciones, siendo considerado como uno de los máximos referentes en la historia del equipo rangerino.Luego de estadías en Cobreandino y O'Higgins,a fines de 1987 se retira del fútbol vistiendo la camiseta de Rangers, que ese año descendió a la Segunda división.

### Como entrenador
Inmediatamente tras el retiro, comenzó con su carrera de director técnico. Dirigió en 2 ciclos a Rangers, equipo donde terminó su carrera como futbolista en el año 1985, con el cual obtuvo los títulos de campeón de la  Primera División B 1988 y 1993.  También ha dirigido a Deportes Arica, Deportes Antofagasta, Magallanes, Deportes Iquique (1994), Ñublense (1996).
Fue director técnico y formador en la escuela de fútbol de Deportes La Serena y desde diciembre del 2018 se desempeña como asesor del fútbol joven en Rangers.

## Selección nacional
Fue seleccionado durante los años 1972 y 1973, registrando en su estadística dos partidos jugados con un gol convertido.En su partido debut ante Argentina, fue expulsado.Luego, juego ante Bolivia, en la victoria chilena por 3-0, en donde marcaría su único gol.

### Partidos internacionales
| Partidos internacionales | Partidos internacionales | Partidos internacionales                         | Partidos internacionales | Partidos internacionales | Partidos internacionales | Partidos internacionales | Partidos internacionales | Partidos internacionales | Partidos internacionales  |
| N.º                      | Fecha                    | Estadio                                          | Local                    | Resultado                | Visitante                | Goles                    | Asistencias              | DT                       | Competición               |
| ------------------------ | ------------------------ | ------------------------------------------------ | ------------------------ | ------------------------ | ------------------------ | ------------------------ | ------------------------ | ------------------------ | ------------------------- |
| 1                        | 13 de octubre de 1976    | Estadio José Amalfitani, Buenos Aires, Argentina | Argentina                | 2-0                      | Chile                    |                          |                          | Rudi Gutendorf           | Copa Carlos Dittborn 1972 |
| 2                        | 24 de julio de 1975      | Estadio Nacional, Santiago, Chile                | Chile                    | 3-0                      | Bolivia                  | Anotado                  |                          | Rudi Gutendorf           | Copa Provoste 1973        |
| Total                    | Total                    | Total                                            | Presencias               | 2                        | Goles                    | 1                        | 0                        |                          |                           |

| Selección chilena | Selección chilena | Selección chilena |
| Año               | Partidos          | Goles             |
| ----------------- | ----------------- | ----------------- |
| 1972              | 1                 | 0                 |
| 1973              | 1                 | 1                 |
| Total             | 2                 | 1                 |

## Clubes

### Como jugador
| Club                 | País  | Año       |
| -------------------- | ----- | --------- |
| Universidad Católica | Chile | 1969-1973 |
| Colo-Colo            | Chile | 1974      |
| Santiago Wanderers   | Chile | 1975      |
| Colo-Colo            | Chile | 1976      |
| Ñublense             | Chile | 1977      |
| Universidad Católica | Chile | 1978-1980 |
| Deportes Iquique     | Chile | 1981-1982 |
| Rangers              | Chile | 1983-1985 |
| Cobreandino          | Chile | 1986      |
| O'Higgins            | Chile | 1986      |
| Rangers              | Chile | 1987      |

### Como entrenador
| Club                 | País  | Año       |
| -------------------- | ----- | --------- |
| Rangers              | Chile | 1988-1989 |
| Deportes Arica       | Chile | 1990      |
| Deportes Antofagasta | Chile | 1990      |
| Magallanes           | Chile | 1991      |
| Rangers              | Chile | 1993-1994 |
| Deportes Iquique     | Chile | 1994-1995 |
| Ñublense             | Chile | 1996      |
| Deportes Arica       | Chile | 1997      |
| Deportes La Serena   | Chile | 2001      |

## Palmarés

### Como jugador

#### Campeonatos nacionales
| Título     | Club      | País  | Año  |
| ---------- | --------- | ----- | ---- |
| Copa Chile | Colo-Colo | Chile | 1974 |

### Como entrenador

#### Campeonatos nacionales
| Título    | Club    | País  | Año  |
| --------- | ------- | ----- | ---- |
| Primera B | Rangers | Chile | 1988 |
| Primera B | Rangers | Chile | 1993 |